# جارية
الجَارِيَة لفظ يُستخدم للإشارة للعبيد الإناث، الذين استعبدوا عبر الآسر في الحروب أو من قبل قطاع الطرق أو من ولدت لأمة وعبد مملوك. تسمى جارية، وأمة.
وينادي العرب كل فتاة جارية، ويُطلق اسم جارية على العبدة المشتراة في الحروب، ويُطلقُ لفظُ الجَاريَة أيضا على الفَتِيَّة من النساء والأَمَة وإِنْ كانت عجوزاً والشَّمْسُ والسَّفينةُ.

## وضعها الاجتماعي
تكون مملوكة لسيدها الذي اشتراها ويحق له بيعها أو مضاجعتها أو استخدامها في أعمال المنزل ونحوها
لا يحق لها أن ترث ولا تمتلك، فكل ما تملكه يعود لسيدها، أما قيمتها في الدية فبنصف قيمة الحر، وبالتكاليف الشرعية يختلف حالها عن حال الحرة في بعض الأحكام . وتنقسم حسب وضعها المادي في الإسلام إلى:
مدبرة، مكاتبة، مبعضة، المستولدة.

## الجواري في العصر العباسي
ازداد تملك السبايا والجواري من العبيد النساء في عصر الدولة العباسية نتيجة الفتوحات والتوسع العسكري الإسلامي الذي عاد على الخلافة الإسلامية بالكثير من الغنائم. وهذا بدوره أسهم في بروز أسماء بضعة من العبدات الجواري اللواتي كانت لهن مواقع اجتماعية هامة في هذا العصر وارتقى بعضهن في السلم الاجتماعي فأصبح أبنائهم الذكور من الطبقة الحاكمة ولا سيما بعد قيام بعض الامراء والخلفاء العباسيين بشرائهم وانجابهن لامراء والخلفاء من الطبقة الحاكمة ومثال على هؤلاء الجواري الجارية شغب والتي غدت والدة الخليفة المقتدر بالله، وشرف خاتون وهي جارية الخليفة المستضيء بأمر الله. ولكن ظلت أوضاع الغالبية الساحقة من الجواري والسبايا على حالها.

## الجواري في عهد العثمانيين
الجارية (بالتركي:Odalık) هي الأنثى العذراء من العبيد في العهد العثماني. كانت إما مساعدة للمحظيات والزوجات، أو محظية مبتدئة، ومن الممكن أن تصبح محظية أو زوجة، معظم الجواري كن جزء من الحريم وهي أسرة السلطان.

## حالتها في المجتمع
الجارية ليست محظية ولكن بإمكانها أن تصبح واحدة، تصنف في أسفل طبقات المجتمع فلا تخدم الرجل، بدلا من ذلك تكون كمحظيته أو زوجته في غرفته الشخصية، الجواري في العادة هن عبيد يمنحن إلى السلطان كهدايا بواسطة الأثرياء الأتراك، عموما لا يراهن السلطان أبدا، لكن يظللن تحت الإشراف المباشر من والدته.

## الاستخدام المعروف
قد يُعنى بالجارية: الخليلة أو العشيقة للرجل الثري. في القرن التاسع عشر أصبحت الجواري شخصيات متداولة في عالم الفن، وقد ظهرن في العديد من اللوحات الفنية في تلك الحقبة واحيانا تستخدم جنسيا. أما كلمة «سبايا» القديمة فعادةً ما تسستخدم للإشارة إلى العبدات الإناث التي يمتلكهن الذكر ويمارس الجنس معهن تبعا لرغبته.